# Cópia oculta
No contexto do assunto e-mail, cópia oculta refere-se à prática de enviar uma mesma mensagem a vários destinatários de tal maneira que eles não conheçam uns aos outros. A lista de destinatários das cópias ocultas é definida no campo "Cco" (com cópia oculta) presente no cabeçalho do e-mail. Em inglês, o mesmo campo é chamado "Bcc" (blind carbon copy), em referência ao papel carbono; e alguns podem chamá-lo de blind courtesy copy (cópia de cortesia).

## Conceito
O mesmo conceito também pode ser usado, embora sem muita praticidade, em correspondências datilografadas, quando certifica-se de que o cabeçalho de destinatários que deve estar presente no original não apareça na cópia carbono. Ainda que incômodo, o método mais discreto usado para obter tal resultado era posicionar manualmente as cópias nos rolos da máquina de escrever, impedindo a transcrição do carbono para a área do cabeçalho. Uma maneira alternativa era retirar a fita de impressão da posição de funcionamento normal, impedindo que ela imprimisse aquela área.
Para especificar um destinatário, um e-mail pode conter endereços em qualquer do seguintes campos:
- To - campo dos destinatários públicos da mensagem.
- Cc - campo dos destinatários secundários, que não são aqueles para os quais publicamente o autor inicialmente escreveu a mensagem. Os destinatários secundários no contexto de correspondência datilografadas seriam aqueles que receberiam cópias de carbono.[4]
- Bcc - campo dos destinatários a serem discretamente informados da comunicação, não devendo ser vistos por quaisquer dos outros destinatários endereçados.[4]

É prática comum usar o campo Bcc quando se endereça para uma lista longa de destinatários, ou uma lista de destinatários que não devem (necessariamente) se conhecer. Por exemplo, em listas de e-mails.

## Visibilidade
Qualquer destinatário pode ver todos os endereços de e-mail especificados nos campos To e Cc. Nenhum destinatário pode ver qualquer endereço de e-mail (diferente do seu próprio endereço) no campo Bcc.
A norma da Internet para mensagens de e-mail é a RFC 2822, e o cabeçalho Bcc é discutido na seção 3.6.3 daquele documento. Não está claro se o campo Bcc originalmente tem como fim esconder endereços de e-mails.
Por um lado, diz-se:
O campo "Bcc" (onde "Bcc" significa "Blind Carbon Copy") contém endereços de destinatários de mensagem cujos endereços não são revelados aos demais destinatários da mensagem.
Mas também se afirma:
Existem três formas de usar o campo "Bcc":
1. Quando uma mensagem contendo um campo "Bcc" é preparada para ser enviada, a entrada "Bcc" é removida, embora a todos os destinatários (incluindo aqueles especificados no campo "Bcc") seja enviada uma cópia da mensagem.
2. A cada destinatário especificado nas linhas "To" e "Cc" é enviada uma cópia da mensagem sem a entrada "Bcc", mas os destinatários endereçados no campo "Bcc" obtém uma cópia distinta da mensagem, que contém a entrada "Bcc". (Quando existem vários endereços de destinatários no campo "Bcc", algumas implementações atualmente enviam um cópia separada da mensagem para cada destinatário com um "Bcc" contendo somente o endereço daquele destinatário em particular.)
3. Devido ao fato do campo "Bcc" poder não ter endereços, um campo "Bcc" pode ser enviado sem qualquer endereço, indicando aos destinatários que cópias ocultas foram enviadas a alguém.

Qual o método usado? Isso dependerá da implementação, podendo variar com o cliente de e-mail e o agente de transporte de e-mail.

## Considerações de segurança
Tanto a RFC 2821 quanto a RFC 2822 discutem problemas com "Bcc" em suas seções "Considerações sobre a Segurança", em parte porque, como mencionado acima, o processamento para o cabeçalho "Bcc" não é padronizado e existem várias maneiras dele ser implementado.
- RFC 2821 observa que alguns sistemas de mensagens adicionarão cabeçalhos privados mostrando todos os destinatários para os quas a mensagem foi enviada, fazendo vazar as informações "sigilosas" da lista BCC.
- RFC 2822 observa três problemas:
  - Se o cabeçalho BCC for completamente removido, pessoas que recebam uma cópia oculta poderão não ser avisadas sobre elas não estarem no "To" ou no "Cc". Estas pessoas poderão responder a alguém, e assim descobrirão que cópias ocultas foram enviadas.
  - Se o cabeçalho BCC não for removido para as pessoas que estão a receber cópias ocultas, então todos os destinatários das cópias ocultas saberão que receberam cópias ocultas.
  - Se os endereços de e-mail do cabeçalho "Bcc" são removidos, mas o cabeçalho não for, isto denunciará a todos o fato de que algumas (ou pelo menos uma) cópias ocultas foram enviadas.
- Os e-mails SPAM às vezes usam o "Bcc" para fazer que certos tipos de publicidade pareçam mais convincentes. O spammer espera fazer com que o destinatário pense que recebeu acidentalmente um e-mail legítimo não dirigido a a ele. Por exemplo, um e-mail com aparência de informação confidencial sobre as ações de uma companhia que estão prestes a subir. O destinatário poderia então pensar comprar ações daquela empresa para obter um lucro rápido. Se uma certa quantidade de pessoas recebesse esta mensagem e aderisse à mesma sugestão, as ações de fato poderiam subir. O spammer teria como objetivo vender as ações dele (muitas vezes sem liquidez) antes que elas voltem a estar em baixa.

## Carbono vs cortesia
A interpretação de "Bcc:" como "blind courtesy copy" (cópia de cortesia) não é o significado original; a histórica RFC 733 trata explicitamente de "blind carbon" em suas definições de sintaxe do campo de cabeçalho "Bcc". "Cc" e "Bcc" significam "carbon copy" (cópia carbono) e "blind carbon copy" (cópia oculta, ou cópia carbono oculta, na tradução).
Enviar cópias de cortesia de mensagens às quais se responde é uma prática comum em algumas listas de e-mail. Esta é uma nova interpretação de "Cc" como acrónimo para "courtesy copy" (cópia de cortesia). Uma nova interpretação correspondente a esta, para o campo "Bcc" tecnicamente não faz sentido, já que não se faz necessário esconder dos outros membros da lista os destinatários de tais "cópias de cortesia".